# Damiana Kryygi (documental)
Damiana Kryygi és una pel·lícula documental argentina de 2015 escrita, dirigida i produïda per Alejandro Fernández Mouján.

## Sinopsi
Ana Kriyygi era d'una nena de tres anys del grup ètnic aché que va sobreviure a la matança de la seva família per part de colons blancs al Paraguai, convertint-se així en objecte d'estudi antropològic al Museu de Ciències Naturals de La Plata.
Cent anys després de la seva mort, un jove antropòleg identifica part de les seves restes en un dipòsit del Museu, i el seu cap és trobar a l'Hospital Charité de Berlín. Amb això i el material fotogràfic existent al museu retrata com els aché demanen les seves restes per enterrar-les al costat dels seus avantpassats.

## Crítiques
| «                             | "Amb una estructura pensada peça a peça (...) i un tractament de l'espai dirigit a embolicar a l'espectador (...), la tècnica visual que Fernández Mouján imposa amb ajuda de Diego Mendizábal és d'exquisidesa infreqüent. Però sempre al servei d'un sentit." | » |
| — Horacio Bernades: Página/12 | |   |

| «                                     | "Una impecable fotografia, un excel·lent muntatge i una música que va pautant amb suaus concordes la història fan d'aquest film un sincer homenatge a Damiana i la seva breu i tràgica vida, retornant-li la dignitat i la humanitat perdudes." | » |
| — Adolfo C. Martínez: Diari La Nación | |   |

## Premis y nominacions

### Premis Cóndor de Plata
La 64a edició dels Premis Cóndor de Plata va tenir lloc el juny de 2016.
| Any  | Categoria         | Nominat                    | Resultat |
| ---- | ----------------- | -------------------------- | -------- |
| 2016 | Millor documental | Alejandro Fernández Mouján | Nominat  |